# Klaus Dockhorn
Klaus Dockhorn (Heilbronn, Alemania Federal, 1 de junio de 1953-19 de agosto de 2024) fue un nadador alemán.

## Carrera
A pesar de haber nacido en Alemania Federal decidió competir en Alemania Democrática donde fue campeón nacional en los 400 metros estilo libre en 1972 y en los 1500 metros estilo libre en 1974 con el equipo SC Chemie Halle. 
A nivel internacional participó en el Campeonato Mundial de Natación de 1973 en Belgrado, Yugoslavia en los 1500 metros estilo libre y en dos eventos en los Juegos Olímpicos de Múnich 1972, en los 400 metros estilo libre terminó en sexto lugar en el hit seis y no clasificó a la final; y en los 1500 metros estilo libre terminó en tercer lugar en el hit 5 y no clasificó a la final.
En 2018 regresa a competir en la categoría máster luego de 45 años de haberse retirado. Exactamente 50 años después de sus primeros campeonatos mundiales participó con éxito en sus segundos Campeonatos del Mundo, el Campeonato Mundial Máster en Kyushu 2023 y se convirtió en doble subcampeón mundial (100 y 200 metros mariposa).
En su tercer Campeonato del Mundo en Doha 2024 se convirtió en campeón del mundo sobre la mariposa de 100 metros. Fue superando los 100 metros estilo libre terminando de segundo y se convirtió en subcampeón del mundo. Luchó por la medalla de bronce durante los 50 metros mariposa.